# Клубіна
Клубіна (словац. Klubina) — село в окрузі Чадця Жилінського краю Словаччини. Станом на січень 2017 року в селі проживало 542 людей.

## Географія
Протікає Клубінський потік

## Населення
| Рік:            | 1994. | 2004.   | 2014.   | 2024.   |
| --------------- | ----- | ------- | ------- | ------- |
| Кількість осіб: | 522   | 516     | 544     | 555     |
| Різниця:        |       | -1,14 % | +5,42 % | +2,02 % |

| Рік:            | 2023. | 2024.   |
| --------------- | ----- | ------- |
| Кількість осіб: | 544   | 555     |
| Різниця:        |       | +2,02 % |